# Khu du lịch Văn hóa Suối Tiên

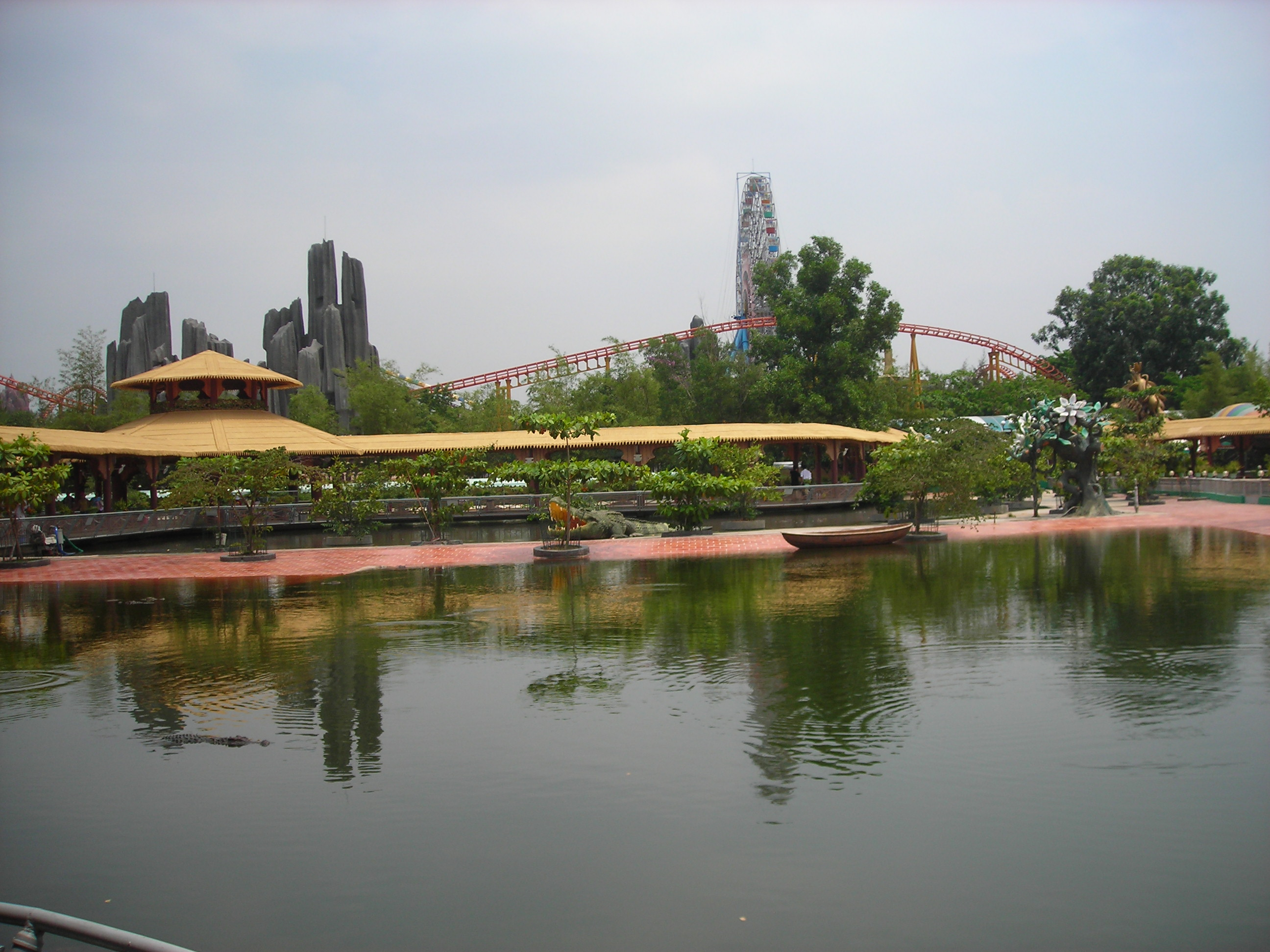
Vương quốc cá sấu ở Suối Tiên, nơi nuôi 15.000 con cá sấu. Phía trên là tàu điện lượn và bánh xe khổng lồ

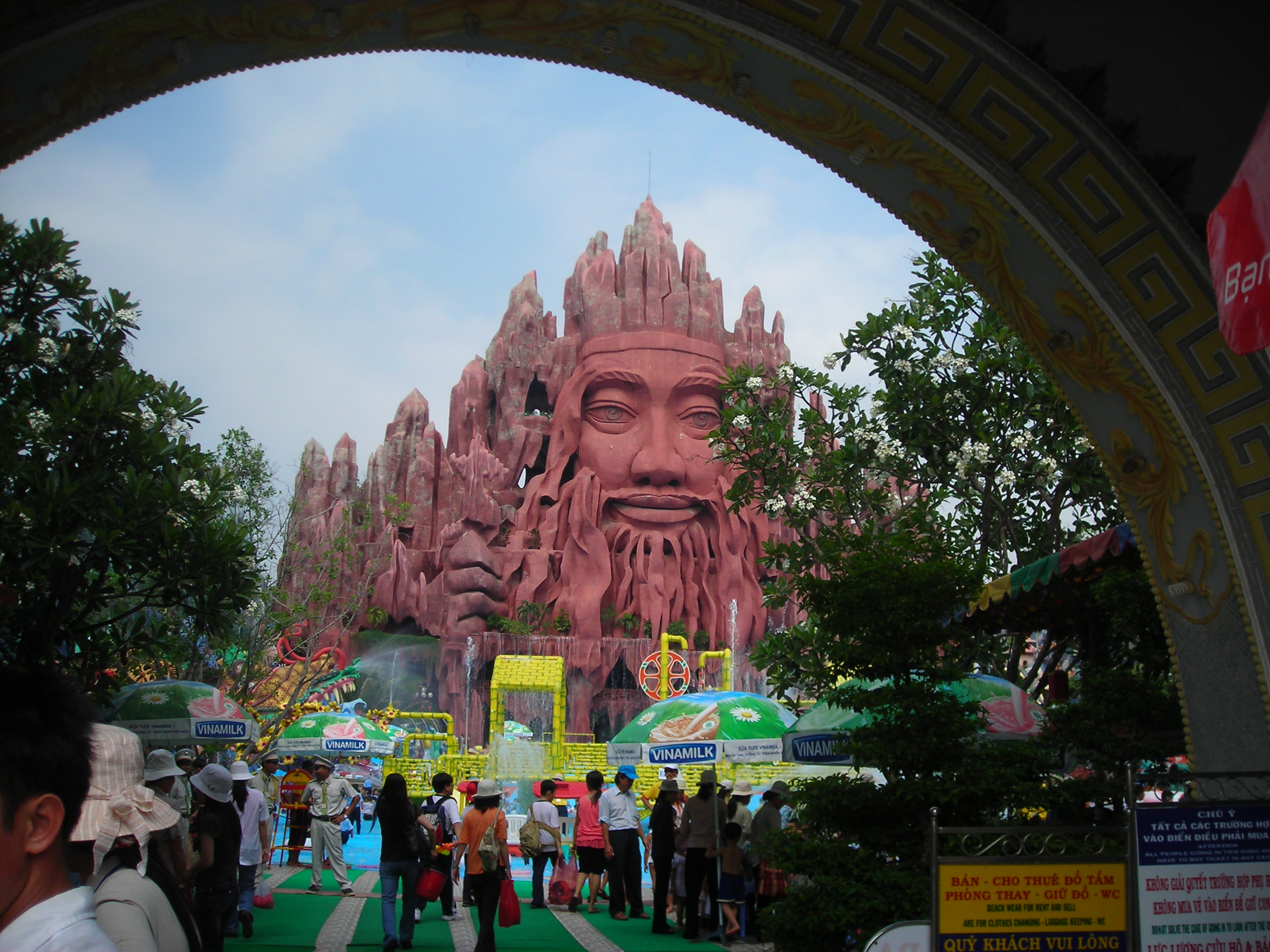
Biển Tiên Đồng và tượng Lạc Long Quân ở Suối Tiên.

Khu Du lịch Văn hóa Suối Tiên là một công viên liên hợp vui chơi giải trí kết hợp truyền thống các yếu tố văn hóa – lịch sử – tâm linh. Vị trí khu du lịch tại 120 Xa lộ Hà Nội, Phường Tân Phú, Thành phố Thủ Đức, Thành phố Hồ Chí Minh. Kiểu cách kiến trúc và các thể loại vui chơi được gắn lồng vào các hình ảnh lịch sử và truyền thuyết Việt Nam như Lạc Long Quân – Âu Cơ, Vua Hùng, Sơn Tinh Thủy Tinh, Mười chín tầng địa ngục, Tứ linh hội tụ Long – Lân – Quy – Phụng, công viên giải trí dưới nước, đặc biệt là biển Tiên Đồng – biển nhân tạo đầu tiên ở Việt Nam. Đây là địa điểm thu hút khá lớn lượng khách vui chơi giải trí của Thành phố Hồ Chí Minh và các du khách địa phương khác đến.
Suối Tiên được bình chọn Top 12 công viên được yêu thích nhất thế giới do trang The Traveler zone bình chọn. Đồng thời, Suối Tiên còn được chọn là một trong các công viên độc đáo trên thế giới, theo bình chọn của Tạp chí BBC.

## Lịch sử
Khu du lịch Văn hóa Suối Tiên ban đầu là một Lâm trại nuôi trăn và sản xuất hàng thủ công mỹ nghệ do ông Đinh Văn Vui – một người ở Sóc Trăng bắt đầu xây dựng vào năm 1987. Lâm trại lúc đầu chỉ có 6.600 m² đất hoang hóa, có con suối chảy qua với huyền thoại 7 cô gái đồng trinh cùng tuổi Rồng quy tiên tại dòng suối nên dân trong vùng gọi là Suối Tiên.
Sau 25 năm phát triển, Suối Tiên là một trung tâm giải trí, vui chơi hàng đầu của Việt Nam. Với diện tích 105 ha, trên 150 công trình, vui chơi giải trí, đa dạng và phong phú, hơn 1000 lao động, hàng năm Suối Tiên đón hàng triệu lượt khách đến tham quan.
Hiện nay Suối Tiên đang tiếp tục triển khai mở rộng diện tích với quy mô hơn 50 ha nâng tổng số diện tích lên 150 ha và số vốn đầu tư giai đoạn hai là 2.000 tỉ đồng.

## Các địa điểm tham quan bên trong

### Tính phí
Du khách được tham quan miễn phí các công trình văn hóa – lịch sử như: cổng Thiên Tiên Môn, Long Hoa Hội, tượng đài Thánh Gióng, tượng đài Trần Hưng Đạo, hồ Long Quy Ẩn Thủy, tượng đài Hai Bà Trưng…; các văn hóa tâm linh như: quảng trường Phật Địa Mẫu, Thánh Tượng Quan Thế Âm Thiên Thủ Nhãn, quảng trường Kim Lân Sơn xuất thế, Phúc Cung Tam Phước, Bồ Đề Quang Minh Cảnh... các show diễu hành, show tứ linh hội tụ, sân khấu hóa Sơn Tinh Thủy Tinh, ca nhạc tổng hợp.

### Miễn phí
Còn các trò chơi giải trí, phiêu lưu mạo hiểm, cảm giác mạnh như: Biển Tiên Đồng Ngọc Nữ, Tàu Lượn Siêu Tốc, Lâu Đài Tuyết, Lâu Đài Phép Thuật, 18 cửa địa ngục, Vương Quốc Cá Sấu... thì phải mua vé.

### Lễ hội và ẩm thực
Trong suốt năm sẽ có các lễ hội đặc sắc và biểu diễn nghệ thuật vào cuối tuần. Vào các dịp lễ lớn như Tết Nguyên Đán, Giỗ tổ Hùng Vương, Lễ trái cây Nam Bộ... các lễ hội được tổ chức rất hoành tráng và thu hút nhiều khách tham quan.
Ngoài ra, Du lịch Văn hóa Suối Tiên còn có chuỗi nhà hàng Phù Đổng và một hệ thống quán ăn trong công viên với ẩm thực 3 miền đa dạng và phong phú phục vụ du khách.

## Các trò chơi
Trò chơi cảm giác mạnh: Xạ Thủ Thần Công, Thử Tài Thiện Xạ, Tàu Lượn Siêu Tốc Mini, Thuyền Rồng, Vòng Xoay Vũ Trụ, Tàu Lượn Siêu Tốc, Đu Dây Mạo Hiểm – Leo Núi.
Trò chơi phiêu lưu mạo hiểm: Đường Hầm Xuyên Lòng Đất, Kì Hoa Thượng Uyển Cung, Quá Khứ Vị Lai Cung, Turbo Ride Cinema (12D), Lâu Đài Tuyết, Công Nghệ Phim 9D, Cuộc Chiến Không Gian, Phim 8D, Lâu Đài Phép Thuật, Đĩa Bay Hành Tinh Lạ, Đại Cung Phụng Hoàng Tiên, Bí Mật Rừng Phù Thủy, Thủy Cung, Kỳ Lân Cung.
Trò chơi giải trí trẻ em: Biển Tiên Đồng – Ngọc Nữ, Tứ Linh Hội Tụ, Vương Quốc Cá Sấu – Giang Sơn Bách Thú. Cung Vàng Điện Ngọc. Cối Xay Thần Gió. Âm Cung Đệ Nhất Cung Đình Tửu. Xe Cáp Treo Du Lịch Trên Không. Vương Quốc Thiên Tài Tương Lai. Vũ Điệu Tagada Disco. Nhà Trưng Bày Hiện Vật Lạ. Massage Cá. Đĩa Xoáy Thiên Hà. Phi Ngựa Nước Đại.